# Historia de la literatura moderna

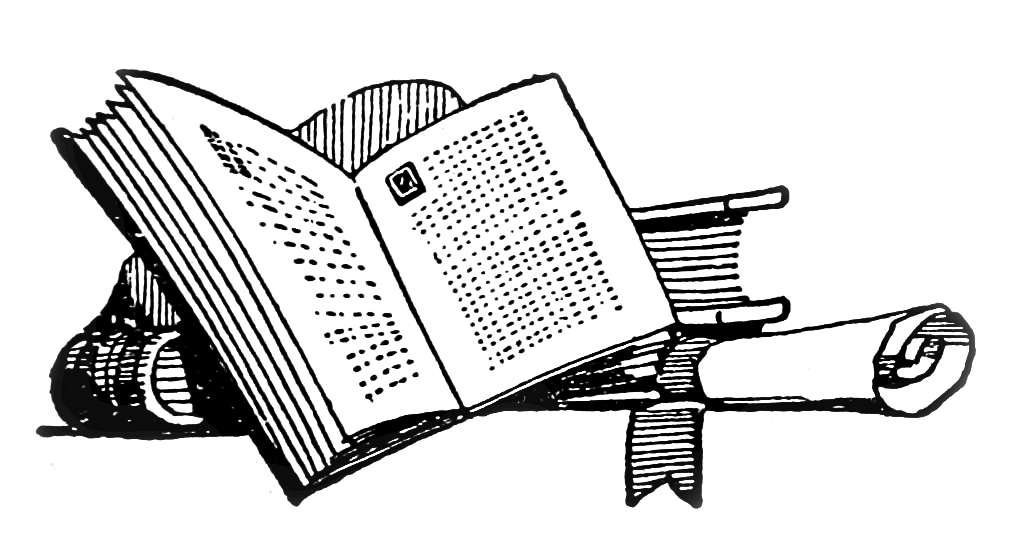
Dibujo reciente de un libro abierto.

Los términos literatura moderna y literatura contemporánea son expresiones que la bibliografía utiliza para referirse a la literatura de la Edad Contemporánea, definida habitualmente como el periodo iniciado con la Revolución francesa (1789) hasta el presente, y no a la literatura de la Edad Moderna (siglos XV-XVIII). Son conceptos definidos con criterios estéticos y no tanto cronológicos, caracterizados por los valores de originalidad y ruptura frente a los de tradición y continuidad; de un modo similar a como se definen los conceptos de arte moderno y arte contemporáneo.

## Literatura romántica
El romanticismo fue un movimiento de tipo cultural y político, que surgió en Europa a partir del prerromanticismo de finales del siglo XVIII. Los románticos consideraban la libertad como causa suprema, tanto en el arte como en la política y la vida personal. En contraposición al neoclasicismo, el romanticismo se caracterizó por el rechazo de la razón como principio, anteponiendo el sentimiento y la fantasía en el arte. 
Entre los rasgos de la literatura romántica se encuentran:
- el predominio del "yo" (subjetivismo);

- la evasión de la realidad (temas medievales —medievalismo—, místicos, leyendas y el exotismo oriental);
- el nacionalismo (interés en el arte popular y las costumbres locales —folclorismo, particularmente los Hermanos Grimm en Alemania—);
- la libertad formal (mezcla de prosa y verso, ruptura de las unidades aristotélicas en teatro) frente al academicismo neoclásico;
- la búsqueda de la belleza fuera de la armonía y el equilibrio (lo sublime en lo terrible, lo sobrenatural, lo macabro, inicios de la novela gótica —Mary Wollstonecraft Shelley, Frankenstein o el moderno Prometeo, 1818—).

Entre los escritores románticos se encuentran Goethe, Friedrich Hölderlin, E.T.A. Hoffmann y Heinrich Heine en Alemania; Madame de Staël, Chateaubriand, Alphonse de Lamartine y Victor Hugo en Francia; Walter Scott, Lord Byron, Percy Shelley y John Keats en Inglaterra; Washington Irving y Edgar Allan Poe en Estados Unidos; Alessandro Manzoni y Leopardi, en Italia; el duque de Rivas, José de Espronceda y José Zorrilla, en España; Guillermo Prieto y Ignacio Manuel Altamirano, en México; José Hernández, en Argentina, etcétera.[cita requerida]

## Literatura postromántica

### Parnasianismo, simbolismo y decadentismo
Entre los autores del parnasianismo defendía una doctrina inspirada en el ideal clásico "el arte por el arte". Destacan los fundadores del movimiento: Théophile Gautier (1811-1872) y Leconte de Lisle (1818-1894).
El simbolismo tuvo un "manifiesto literario" publicado en 1886 por Jean Moréas en el que se define como "Enemigo de la enseñanza, la declamación, la falsa sensibilidad, la descripción objetiva". Sus precursores literarios fueron el norteamericano Edgar Allan Poe y los franceses Charles Baudelaire, Arthur Rimbaud y Paul Verlaine (llamados "poetas malditos"). Autores simbolistas  fueron Stéphane Mallarmé (1842-1898), Auguste Villiers de l'Isle-Adam (1838-1889), Prosper Mérimée (1803-1870), Maurice Maeterlinck (1862-1949, creó el teatro simbolista), Stuart Merrill (1863-1915), Albert Mockel (1866-1945), Jean Moréas (1856-1910), Henri de Régnier (1864-1936), Adolphe Retté (1863-1930), Émile Verhaeren (1855-1916), Fiódor Sologub entre otros.
El decadentismo tuvo influencia de Baudelarie y Rimbaud, pero Verlaine ("yo soy el imperio al fin de la decadencia") fue quien estuvo a la cabeza del movimiento, especialmente después de la publicación de Los poetas malditos (1884). Otro de sus principales exponentes fue Joris-Karl Huysmans, quien publicaría la que posteriormente fue considerada biblia del decadentismo: A contrapelo.

### Lírica postromántica española
Dos poetas generacionalmente posteriores a la época romántica son las verdaderas cumbres de la lírica española del XIX: Gustavo Adolfo Bécquer y Rosalía de Castro (ésta, en lengua gallega).

### Realismo y naturalismo
A mediados del siglo XIX hubo un cambio en los gustos literarios hacia el rechazo de los "excesos del romanticismo".  Se consideraron de mal gusto el sentimentalismo, la anarquía formal y los temas fantásticos, pero se conservó el costumbrismo romántico, que fue llevado a sus últimas consecuencias.
Las características propias de la literatura realista son la documentación y las descripciones puntuales y minuciosas. En la mayor parte de los casos, expresa posiciones políticas progresistas o radicales, en el entorno de las revoluciones liberales (revolución de 1830 y revolución de 1848) y un cierto anticlericalismo o un cuestionamiento de las posiciones religiosas oficiales, que a veces es resultado de una espiritualidad muy profunda.
Pueden establecerse dos modalidades en la novela realista:
- La novela social (no confundir con el estilo denominado realismo socialista, propio del siglo XX), la que reproduce los distintos ambientes sociales generados por la progresiva instalación de la nueva sociedad de clases frente a la antigua sociedad estamental y el triunfo de los valores de la revolución burguesa (la movilidad social, el arribismo de los nuevos ricos, el declive del concepto de honor nobiliario -que al extenderse a toda la sociedad produjo paradójicamente una edad de oro del duelo-). Ejemplos destacados fueron la Comedia humana de Honoré de Balzac; David Copperfield, de Charles Dickens; Episodios nacionales, de Benito Pérez Galdós; El crimen del padre Amaro, de José María Eça de Queirós, etc.
- La novela psicológica, que trata los temperamentos y motivaciones de los personajes, cuya psicología se intenta reconstruir no sólo en retratos (etopeya), sino mediante sus acciones, sobre todo en la relación con los demás y en sus reacciones ante los conflictos: El rojo y el negro de Stendhal;  Madame Bovary de Gustave Flaubert; Los hermanos Karamázov y Crimen y Castigo de Fiodor Dostoievski, etc.

También se suele emparentar con el realismo el costumbrismo, restringido localmente, muy desarrollado en cuentos y novelas (en España Ramón de Mesonero Romanos, Armando Palacio Valdés, José María de Pereda, etc.)
El naturalismo surgió como consecuencia de la evolución del realismo, en aras de reflejar aún más objetivamente el mundo exterior. Tuvo influencia del positivismo, del materialismo y del determinismo. Los elementos característicos de la narrativa naturalista son la sátira, la denuncia social, el feísmo, el tremendismo, el anticlericalismo radical, las temáticas de enfermedad, suciedad, locura, pobreza, vicios y prostitución. Su mayor exponente fue Émile Zola (Germinal). En España se suele considerar naturalistas a Leopoldo Alas (Clarín) (La Regenta), Emilia Pardo Bazán (Los pazos de Ulloa) o Vicente Blasco Ibáñez (Cañas y barro).
Frente a las pretensiones de compromiso social y los fundamentos estéticos de realismo y el naturalismo, la literatura de mayor difusión de la época (la segunda mitad del siglo XIX), que coincide con la extensión de las publicaciones periódicas con un público lector cada vez más numeroso, fue la literatura de evasión, cuyo máximo ejemplo eran los folletines por entregas, de calidad muy desigual, pero que desarrolló convenciones de género presentes en muchas obras importantes (El conde de Montecristo o Los tres mosqueteros de Alejandro Dumas). El escapismo de la realidad cotidiana también era notorio en las novelas de aventuras, género en el que destacó Emilio Salgari, y el inicio de la ciencia ficción, con Julio Verne; mientras que la novela policiaca, que procedía del campo abierto por el gusto romántico por lo morboso y el gusto realista por los ambientes sociales sórdidos, desarrolló productos tan interesantes como la serie de Sherlock Holmes (1887, Arthur Conan Doyle), y más adelante, la novela negra.

## Modernismo y vanguardismo

### Modernismo
Mientras que en el mundo anglosajón el término modernismo se utiliza como sinónimo de arte moderno, y se suele calificar de modernistas a autores innovadores de la talla de Franz Kafka, James Joyce, Marcel Proust o Bertolt Brecht, al identificarlo con las llamadas vanguardias históricas que llenan toda la primera mitad del siglo XX; en cambio, en la utilización que se hace en la bibliografía en español del término modernismo en las artes, se restringe a un determinado estilo artístico que en las artes plásticas se denomina Art Nouveau (en Francia), Sezession (en Austria) o Jugendstil (en Alemania), y que se desarrolló en las últimas décadas del siglo XIX y las primeras del XX (hasta la Primera Guerra Mundial). En la historia de la literatura en español, se suele asociar modernismo con la trascendental figura del nicaragüense Rubén Darío. 
En España se suele señalar la influencia modernista, en el sentido de la de Rubén Darío, en la Generación del 98, sobre todo en Valle Inclán y Antonio Machado; y también en otros autores, como Jacinto Benavente, Francisco Villaespesa y  Juan Ramón Jiménez. En otros países hispanoamericanos, son calificados de modernistas Amado Nervo, Manuel Gutiérrez Nájera, Enrique González Martínez, Leopoldo Lugones, José Martí, etc. En cambio, con el nombre de modernismo brasileño se hace referencia a movimiento vanguardista de los años 1920 (Mário de Andrade, Macunaíma).
Dentro del concepto anglosajón de modernista, recibe el nombre de High modernism (alto modernismo) la literatura desarrollada en el período de entreguerras y caracterizada por su elitismo frente a la cultura de masas, iniciando la "gran división" entre ese concepto, el de modernismo, y el de la superación de la propia modernidad, que se ha venido en llamar postmodernismo (aunque ese término se utiliza más habitualmente para la postmodernidad ligada al movimiento filosófico de la deconstrucción de finales del siglo XX; o, en otros casos, al periodo posterior a la Segunda Guerra Mundial —véase literatura y postmodernidad—). Los autores habitualmente calificados de altos modernistas serían: 
Djuna Barnes,
T. S. Eliot,
E. M. Forster,
Ernest Hemingway,
James Joyce,
Franz Kafka,
Katherine Mansfield,
Robert Musil,
Ezra Pound,
Marcel Proust,
Dorothy Richardson,
Rainer Maria Rilke,
Gertrude Stein,
Virginia Woolf,
D.H. Lawrence,
Patrick White o Samuel Beckett.
En el siglo XIX se había iniciado una particular corriente literaria que insiste en el sinsentido y el absurdo (nonsense): Edward Lear, Lewis Carroll.

### Vanguardismo
Tras la Primera Guerra Mundial (1914-1918), que impuso la estética angustiada del expresionismo, en el período de entreguerras (1918-1939), agitado por el ascenso de los totalitarismos (la Unión Soviética, la Italia fascista y la Alemania nazi) y la crisis del 29, surgen numerosos proyectos de literatura experimental asociados a las vanguardias artísticas, que encontraron una más visible difusión en la pintura: futurismo (Marinetti), dadaísmo (Tristan Tzara), surrealismo (André Breton), etc.
En España, etiquetas como el ultraísmo, el creacionismo, la poesía pura y el surrealismo fueron asignadas a distintas fases de las trayectorias personales de cada uno de los componentes de la generación de 1927: Jorge Guillén, Pedro Salinas, Federico García Lorca, Rafael Alberti, Vicente Aleixandre, Dámaso Alonso, Luis Cernuda, Emilio Prados o Manuel Altolaguirre. El más importante de los epígonos del 27 fue Miguel Hernández, mientras que otros poetas, como León Felipe, se sitúan en una generación anterior. Separados de la mayor parte de ellos por la tragedia de la guerra civil española y el exilio, los poetas del bando franquista: José María Pemán o Luis Rosales. En el llamado exilio interior surgió la poesía social de la generación de 1950 (Blas de Otero, José Hierro, Jaime Gil de Biedma) y posteriormente los denominados novísimos.
En Hispanoamérica destacaron los chilenos Pablo Neruda, Vicente Huidobro y Gabriela Mistral; los argentinos Jorge Luis Borges y Alfonsina Storni y el peruano César Vallejo (España, aparta de mí este cáliz). Otros movimientos fueron el estridentismo, Los Contemporáneos y la novela regionalista.
Tras la Segunda Guerra Mundial, los años cincuenta fueron presididos por el existencialismo, escuela filosófica que influyó notablemente en la literatura (literatura existencialista), incluso por la actividad literaria de los propios pensadores de ese movimiento (Jean Paul Sartre —autor de la primera novela existencialista, La náusea, 1931— Simone de Beauvoir, Albert Camus, etc.), además de ser influido por ésta (se considera a Dostoyevsky una de sus figuras fundacionales o su principal precedente literario). Además del denominado teatro existencialista, el teatro del absurdo es muy a menudo entendido como una expresión de la angustia existencial del ser humano en la era del miedo que presenció el Holocausto, la bomba de Hiroshima y el equilibrio del terror de la guerra fría. Significativamente, lecturas filosóficas como las obras de Nietzsche, estuvieron entre las más extendidas entre la juventud universitaria que protagonizó la revolución de 1968.

## Postmodernidad, transvanguardia, deconstrucción, metanarrativa
Desde finales del siglo XX, tras el agotamiento de las fórmulas literarias habituales se busca la experimentación con muy distintos recursos (relatos circulares, juegos de palabras, mezcla de disciplinas artísticas, etc.): Rayuela de Julio Cortázar, El nombre de la rosa de Umberto Eco o Tres tristes tigres de Guillermo Cabrera Infante.

## La transformación de los géneros

### La transformación de la narrativa
La narrativa, que formalmente se sometió a todo tipo de experimentaciones (cuestionamiento del narrador, del protagonista, de la necesidad o no de que exista argumento o hilo conductor de hechos —que pase algo o que no pase nada—, modificaciones de la tradicional estructura narrativa —elipsis, flash-back— e incluso gramática —uso forzado de los estilos: estilo directo, estilo indirecto, estilo indirecto libre, monólogo interior—, etc.) transcurrió por diferentes trayectorias en las literaturas de cada una de las lenguas y culturas de mayor desarrollo:
- la narrativa inglesa-norteamericana, con precedentes en autores del XIX como Mark Twain (Las aventuras de Tom Sawyer), Herman Melville (Moby Dick), Henry James (Otra vuelta de tuerca), o Jack London (Colmillo Blanco), y desarrollada en el siglo XX por autores como William Faulkner (El ruido y la furia), F. Scott Fitzgerald (El gran Gatsby),  John Dos Passos (Manhattan Transfer), Henry Miller (Trópico de Cáncer), Ernest Hemingway (El viejo y el mar), Jack Kerouac (On the Road), J. D. Salinger (El guardián entre el centeno), Charles Bukowski (realismo sucio), Paul Auster (La trilogía de Nueva York), Tom Wolfe (La hoguera de las vanidades), John Kennedy Toole (La conjura de los necios);
- la inglesa-británica con Joseph Conrad (El corazón de las tinieblas), H. G. Wells (La guerra de los mundos), Aldous Huxley (Un mundo feliz), George Orwell (1984), Lawrence Durrell (El cuarteto de Alejandría), William Golding (El señor de las moscas);
- la inglesa-irlandesa, con James Joyce (Ulises) y Samuel Beckett (quien también escribió en francés);
- la alemana, con autores como Franz Kafka (El proceso), Herman Hesse (El lobo estepario), Thomas Mann (La montaña mágica), o Günter Grass (El tambor de hojalata), (la relación de los literatos alemanes con el nazismo sigue siendo uno de los temas más polémicos en su historia cultural —véase Exilliteratur, Escritores bajo el nacionalsocialismo, Historiografía#Historiografía alemana—);
- la francesa, con autores como Marcel Proust (En busca del tiempo perdido), André Gide (Los monederos falsos), Antoine de Saint-Exupéry (El principito), Louis-Ferdinand Céline (Viaje al fin de la noche), André Malraux (L'Espoire), Georges Bernanos (Los grandes cementerios bajo la luna), Albert Camus (El extranjero), Jean Genet (Notre-Dame-des-Fleurs), Marguerite Yourcenar (Memorias de Adriano), Alain Robbe-Grillet (movimiento nouveau roman), Françoise Sagan (Buenos días, tristeza), Anaïs Nin (Diarios), Georges Perec (El secuestro), etc.
- la rusa, con la pléyade de novelistas del XIX que va de Nikolái Gógol a León Tolstói (Literatura rusa#El Siglo de Oro de literatura rusa (siglo XIX)), y continuó en el XX con autores con mayor o menor proximidad al régimen soviético (Máximo Gorki, Borís Pasternak), llegando a la disidencia y al exilio (Vladímir Nabókov, Aleksandr Solzhenitsyn);
- la italiana con Giovanni Papini (Gog) o Italo Calvino (El barón rampante);
- la escandinava con la danesa Isak Dinesen (Memorias de África) y la sueca Astrid Lindgren (Pippi Långstrump);
- la checa con Jaroslav Hašek (El buen soldado Švejk);
- la portuguesa con José Saramago (Ensayo sobre la ceguera);
- la española en España, con autores como Valle Inclán (Tirano Banderas), Miguel de Unamuno (Niebla), Pío Baroja (El árbol de la ciencia), José Martínez Ruiz (Antonio Azorín), Gabriel Miró (Años y leguas), Ramón Pérez de Ayala (Tigre Juan), etc.;

- la española del exilio, en el que muchos literatos españoles tuvieron que continuar su obra tras ésta: Arturo Barea (La forja de un rebelde), Francisco Ayala (El fondo del vaso), Ramón J. Sender (Réquiem por un campesino español), etc.;
- la española del interior: Camilo José Cela (La colmena), Miguel Delibes (Cinco horas con Mario), Luis Martín Santos (Tiempo de silencio), Juan Benet (Volverás a Región), Rafael Sánchez Ferlosio (El Jarama), Gonzalo Torrente Ballester (La saga/fuga de J. B.), Juan Goytisolo (Señas de identidad), Manuel Vázquez Montalbán (serie Pepe Carvalho), Eduardo Mendoza (La verdad sobre el caso Savolta), etc.

- la española en Hispanoamérica, con el denominado Boom latinoamericano, un fenómeno editorial que vinculó a un numeroso grupo de autores de los años sesenta y setenta, de muy distintos estilos (aunque casi todos se caracterizan por desarrollos propios de la literatura experimental, y bastantes de ellos se identifican con el realismo mágico). Algunos ni siquiera eran jóvenes en esa época, como  Alejo Carpentier, Jorge Luis Borges o Miguel Ángel Asturias; o ni siquiera eran narradores, como los poetas Pablo Neruda u Octavio Paz. Entre otros, pueden citarse a: Juan Rulfo (Pedro Páramo), Carlos Fuentes (La muerte de Artemio Cruz), Julio Cortázar (Rayuela), Mario Vargas Llosa (La ciudad y los perros), Gabriel García Márquez (Cien años de soledad), Guillermo Cabrera Infante (La Habana para un infante difunto), Manuel Mujica Lainez (Bomarzo), Augusto Roa Bastos (Yo el Supremo), Juan Carlos Onetti (Juntacadáveres), Ernesto Sabato (Sobre héroes y tumbas), Augusto Monterroso (El Dinosaurio), etc.

### La transformación de la poesía
Todas las lenguas y naciones han tenido poetas que han renovado la forma y el contenido de la expresión poética. Entre otros, y citados por orden cronológico de fecha de nacimiento, estarían Walt Whitman (1819), Paul Verlaine (1844), Rabindranath Tagore (1861), Gabriele D'Annunzio (1863), Constantino Cavafis (1863), Rubén Darío (1867), Rainer Maria Rilke (1875), Guillaume Apollinaire (1880), Jalil Gibran (1883), T. S. Eliot (1888), Fernando Pessoa (1888), Borís Pasternak (1890), Vladímir Mayakovski (1893), Wen Yiduo (1899), Dylan Thomas (1914) o Yukio Mishima (1925).

### La transformación del teatro
Desde finales del siglo XIX, el teatro se transforma con las aportaciones del noruego Henrik Ibsen, el sueco August Strindberg, los ingleses Bernard Shaw y Oscar Wilde, los españoles Valle-Inclán y Federico García Lorca, los rusos Iván Turgénev y Antón Chéjov, el italiano Luigi Pirandello, el alemán Bertolt Brecht, etc.
Especial importancia tuvo a mediados de siglo XX el teatro del absurdo: Eugène Ionesco, Samuel Beckett, Alfred Jarry, Antonin Artaud, Virgilio Piñera, Jean Genet, Tom Stoppard, Arthur Adamov, Harold Pinter, Slawomir Mrozek, Enrique Jardiel Poncela, Miguel Mihura, Edgar Neville, Fernando Arrabal, etc.
Fundamental importancia tuvo la renovación de la forma en que se concebía la puesta en escena de las obras teatrales, desde el trabajo de los actores (método Stanislavski, Lee Strasberg y el Actors Studio) hasta la escenografía y el cuestionamiento de todas las convenciones teatrales: el espacio escénico (vulneración de la cuarta pared e implicación de los espectadores), la autoría y los roles tradicionales en las compañías teatrales (en beneficio de las figuras del grupo de teatro y del director teatral).